# Siły Zbrojne Chile
Siły Zbrojne Chile (hiszp. Fuerzas Armadas de Chile) – siły i środki wydzielone przez Chile do zabezpieczenia własnych interesów i prowadzenia walki zbrojnej zarówno na ich terytorium oraz poza nim. Podlegają prezydentowi za pośrednictwem ministerstwa obrony. Składają się z wojsk lądowych, marynarki i lotnictwa.
Wojska chilijskie w 2014 roku liczyły 60,6 tys. żołnierzy zawodowych oraz 82 tys. rezerwistów. Według rankingu Global Firepower (2014) chilijskie siły zbrojne stanowią 58. siłę militarną na świecie, z rocznym budżetem na cele obronne w wysokości 5,5 mld dolarów (USD). 
Wbrew powszechnym opiniom ich częścią nie są Karabinierzy Chilijscy, którzy wraz z Policją Śledczą tworzą Siły Porządku i Bezpieczeństwa.
Obowiązek służby wojskowej dotyczy wszystkich mężczyzn którzy ukończyli 18 lat. Podlegający poborowi mogą się zgłosić na ochotnika. W przypadku gdy liczba ochotników jest zbyt mała w stosunku do potrzeb armii organizowana jest loteria wybierająca podlegających przymusowemu poborowi. Trwa ona – zależnie od rodzaju broni – od 12 do 24 miesięcy. Działalność Sił Zbrojnych Chile koordynuje Sztab Generalny Obrony Narodowej Chile, którym obecnie kieruje Iván Fabry Rodríguez.